# Kulthöhle Zillis

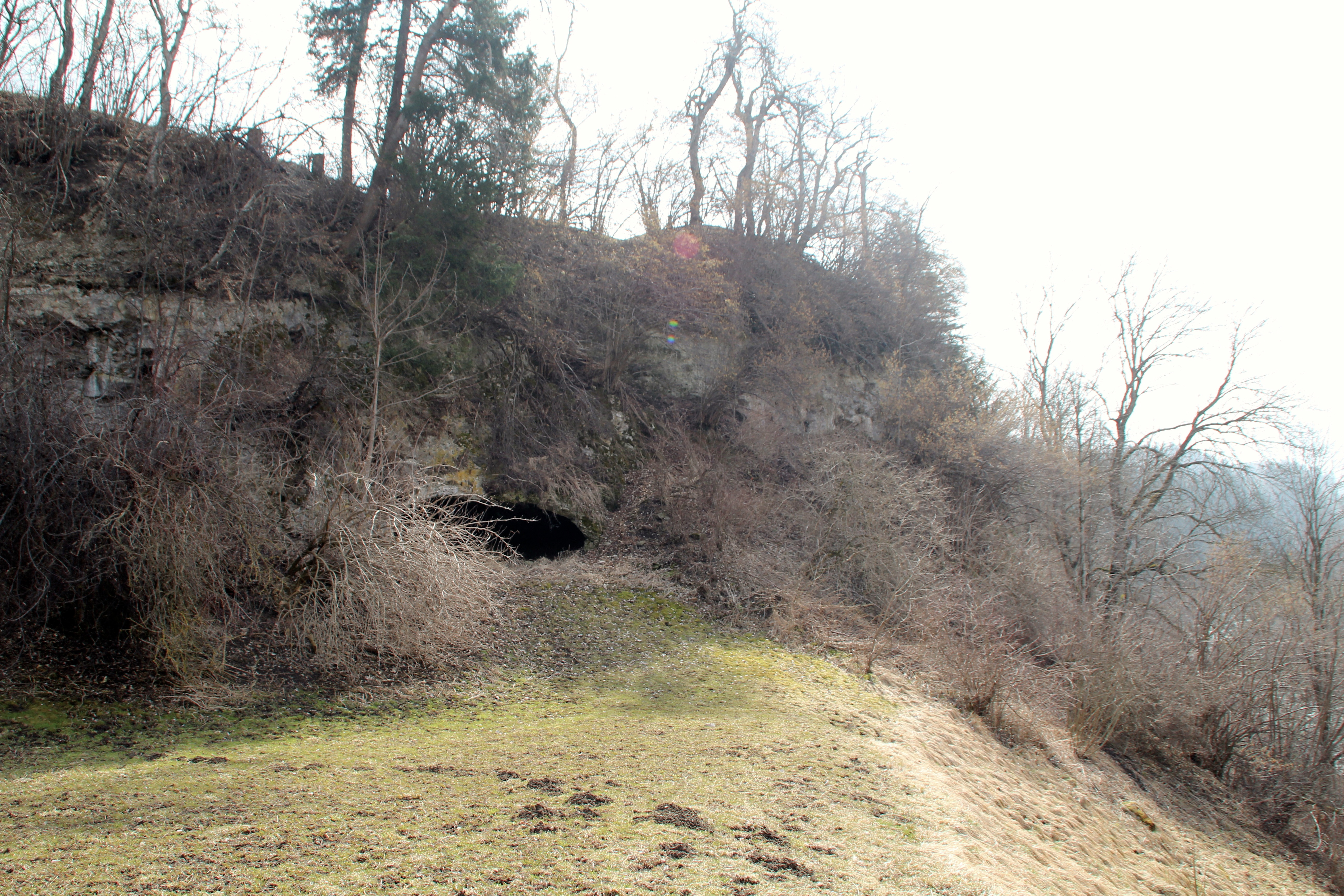
Höhlenöffnung im Felsband

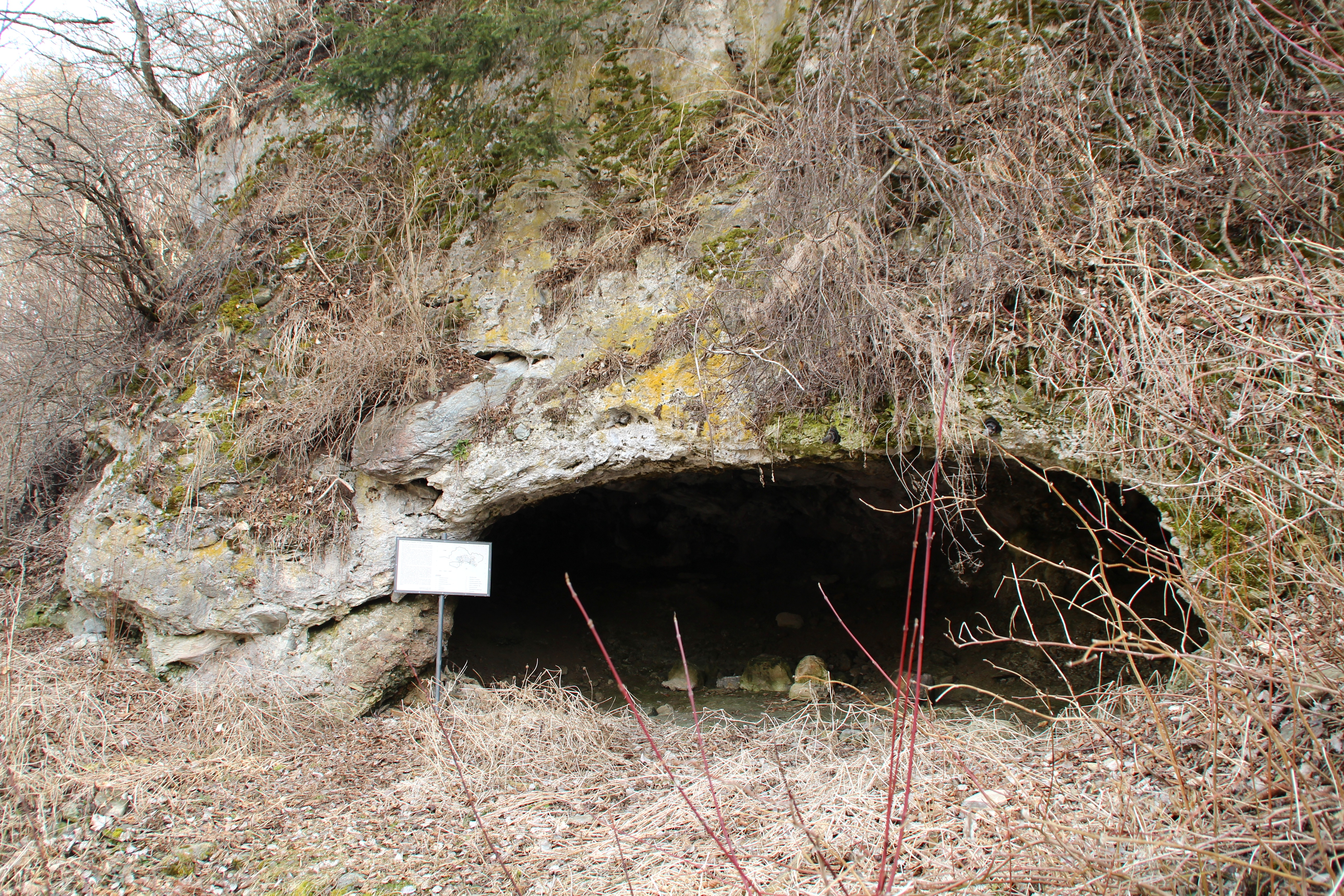
Höhlenöffnung

Die Kulthöhle liegt am südlichen Ende des Dorfes Zillis im Schams im Kanton Graubünden in der Schweiz. Manchmal wird die Höhle auch «Höhle unter Hasenstein» genannt. Der genaue Flurname ist Sutcrùn, deshalb wird sie auf Romanisch «Tàna da Sutcrùn» bezeichnet.

## Lage
Die Höhle liegt auf einer Höhe von 940 Metern in einem Felsband aus Konglomeratsgestein über einer Terrasse oberhalb des Hinterrheins, kaum 400 Meter von der Kirche St. Martin entfernt. Sie ist circa 15 Meter breit und hat eine Tiefe von rund 7 Metern. An der Eingangslinie sind noch die Reste einer Mörtelmauer zu erkennen. Die Höhle dürfte ursprünglich durch den damals noch höher fliessenden Hinterrhein ausgespült worden sein. Sie ist öffentlich zugänglich.
Oberhalb der Höhle liegt die Burgstelle von Hasenstein, wo neben Resten einer hochmittelalterlichen Burganlage auch Fundamente eines spätrömischen Gebäudekomplexes gefunden wurden.

## Geschichte

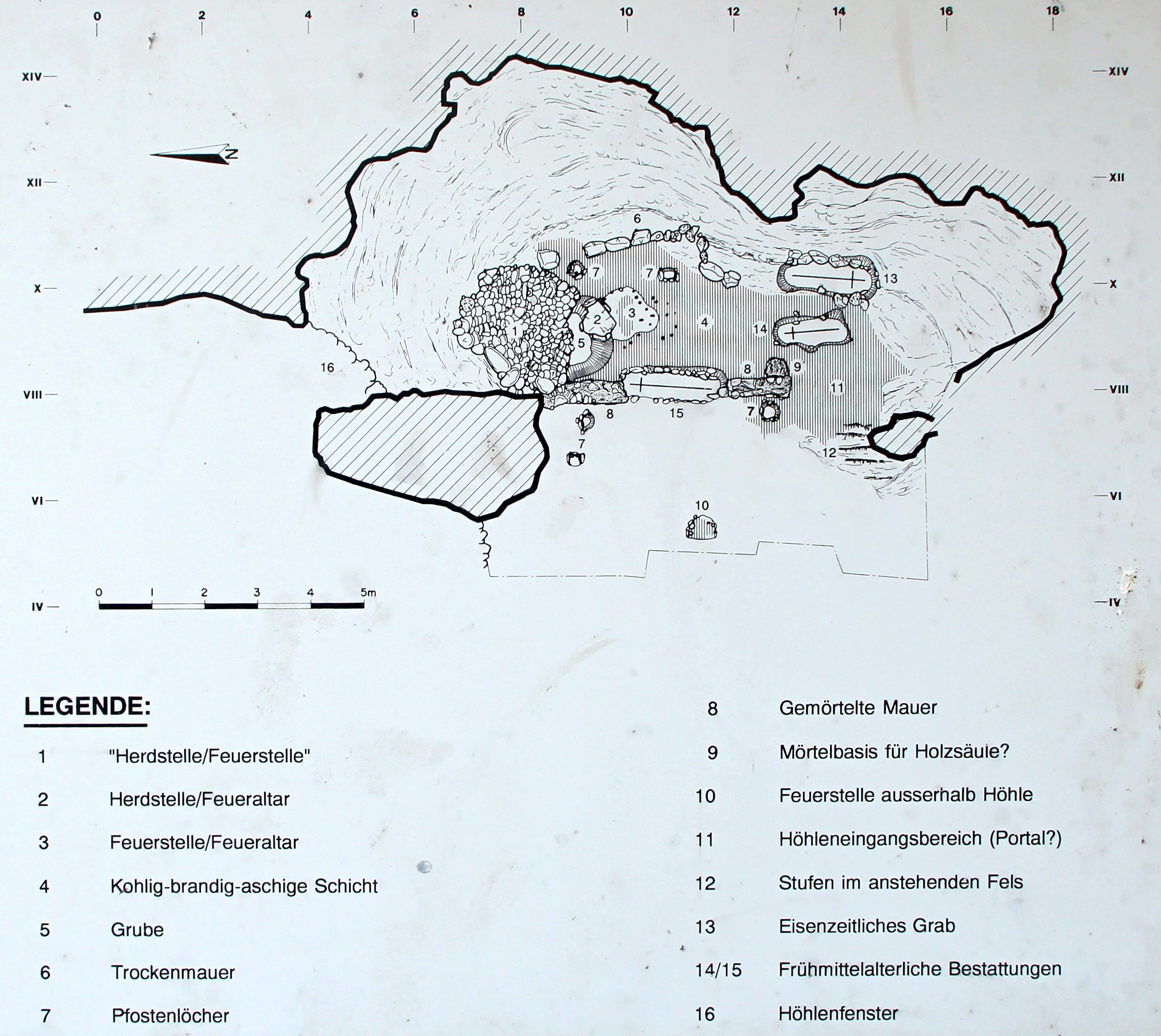
Infotafel

Im Sommer 1990 entdeckten spielende Kinder in der Höhle menschliche und tierische Knochen, die sie ihrem Pfarrer Huldrych Blanke (1931–2010) in den Religionsunterricht mitbrachten. Auf Umwegen gelangten die Knochen zum Archäologischen Dienst Graubünden, der am 5. Juni 1990 eine erste Begehung der Höhle veranlasste. Damals war der Höhleneingang nur knapp 60 Zentimeter hoch, die Höhe im Inneren betrug zwischen 80 Zentimeter und 1,4 Meter. Eine erste kleine Sondiergrabung vom 11. bis 13. Juni brachte zahlreiche weitere tierische und menschliche Knochenreste zum Vorschein, die mit der Radiokarbonmethode in das 7. Jahrhundert datiert wurden.
Da befürchtet wurde, dass abenteuerlustige Kinder in der Höhle auch weiterhin «archäologische Grabungen» durchführen würden, beschloss der Archäologische Dienst Graubünden, die Höhle im Sommer 1991 auszugraben. Diese Grabungen unter der Leitung von Jürg Rageth und Gian Gaudenz dauerten vom 2. Juli bis zum 19. September und brachten den Nachweis eines spätrömischen Kultplatzes. 1992 und 1994 wurden weitere Grabungen im Bereich des abschüssigen Vorplatzes durchgeführt.

## Befunde

### Sondiergrabung 1990
Die ersten Grabungen zeigten, dass die Knochen von mindestens vier Menschen stammten: einem Mann von 25 bis 30 Jahren, einer Frau von circa 30 Jahren und zwei weiteren Personen, von denen eine über 40 gewesen sein dürfte. Die Tierknochen stammten von Rindern, Schafen/Ziegen, Schweinen, einem Fuchs und  verschiedenen Amphibien und Vögeln.

### Grabung 1991

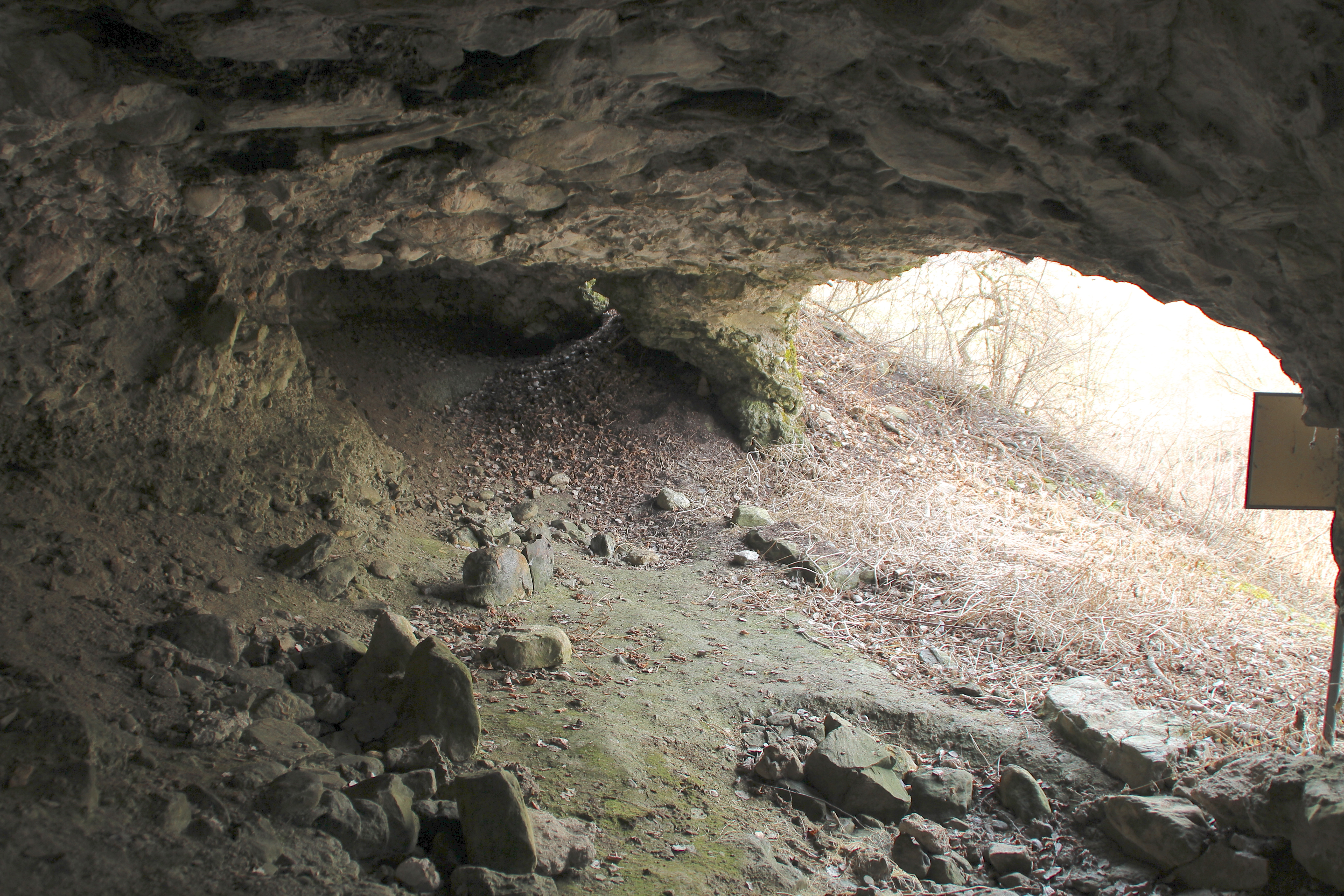
Blick nach Süden

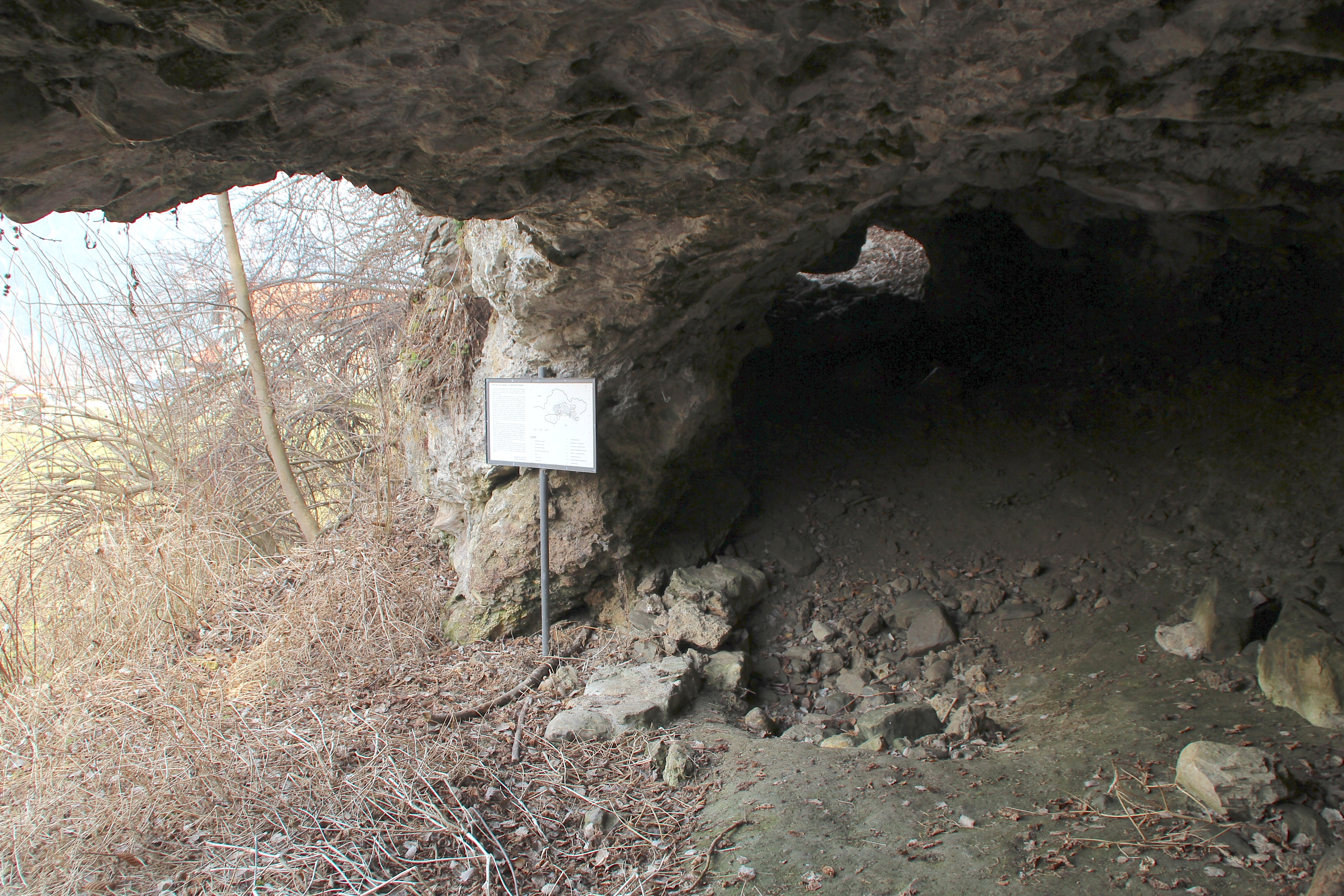
Nördlicher Bereich

Knapp unter der Oberfläche wurden weitere Knochenreste von mehreren Individuen gefunden. Die Knochen lagen auf einer knapp 1 Meter starken kiesig-lehmigen Schicht, die offensichtlich absichtlich in die Höhle verbracht worden war. Die gleiche Schicht aus Aufschüttmaterial wurde später im Bereich des Vorplatzes gefunden. Unklar war vorerst, warum Höhle und Vorplatz mit mehr als 100 m3 Material zugeschüttet wurden.
Unter dieser Schicht fand sich eine 40 Zentimeter starke kohle- und aschehaltige Schicht. Darauf liess sich eine herdstellenartige Steinsetzung mit einem Durchmesser von 2 Metern feststellen, darunter lagen eine zweite Herdstelle. Darunter lag eine weitere Feuerstelle, daneben eine 70 Zentimeter tiefe Grube von knapp 1,50 Meter Durchmesser. Kleine Bergkristalle, Votivbleche aus Silber, Glasperlen, Reste von Öllämpchen und Eisenartefakte liessen auf eine Wohnstätte schliessen.  Asche und Holzkohle wurden offensichtlich nicht entfernt, sondern liegen gelassen; der Grund dafür war vorerst nicht bekannt. Auffallend war, dass die rund 440 aufgefundenen Bronzemünzen aus der Zeit von 260 bis 400 n. Chr. horizontal und vertikal in der ganzen Höhle stark verstreut herumlagen.
Im Südbereich der Höhle fanden sich drei Skelette, die im Gegensatz zu den anderen Knochenfunden in Gräbern lagen. Im ältesten Grab lag ein rund 55-jähriger Mann, der im 4. Jahrhundert vor Christus in der Latènezeit bestattet wurde und mit der späteren Nutzung der Höhle nichts zu tun hatte. Im zweiten Grab wurde im Frühmittelalter ein circa 14-jähriges Mädchen (?) bestattet. Das dritte mit einer Steinumrandung umgebene Grab lag im Eingangsbereich der Höhle. Spuren von Holzfasern lassen eine Sargbestattung vermuten. Darin lagen in Rückenlage die Überreste eines rund 178 Zentimeter grossen 33-jährigen Mannes, der im 6. Jahrhundert bestattet worden war. Seine Wirbelsäule war auf der Innenseite stark beschädigt, was auf eine Pfählung hinweisen könnte.

### Grabung 1992 im Aussenbereich
Diese Grabung dauerte vom 5. Mai bis zum 19. Juni 1992. Eine oberste Schicht, die vermutlich vom oberhalb der Höhle liegenden Plateau Hasenstein heruntergeworfen worden war, erwies sich als praktisch fundleer. In der darunter liegenden Schicht fand sich viel spätrömisches Material, darunter zahlreiche Münzen, kleine Bergkristalle, Eisen- und Bronzeobjekte, ein fast vollständiges Gefäss aus Speckstein, darunter Reste einer Öllampe. Zu den zahlreichen senfgelb bis olivgrün glasierten Keramikscherben gehören die Reste der sog. Schlangengefäss sowie mehrere Appliken mit Darstellungen von Merkur, der römischen Mondgöttin Luna sowie eines Ebers. Ein Teil der Funde ist im Rätischen Museum in Chur ausgestellt.

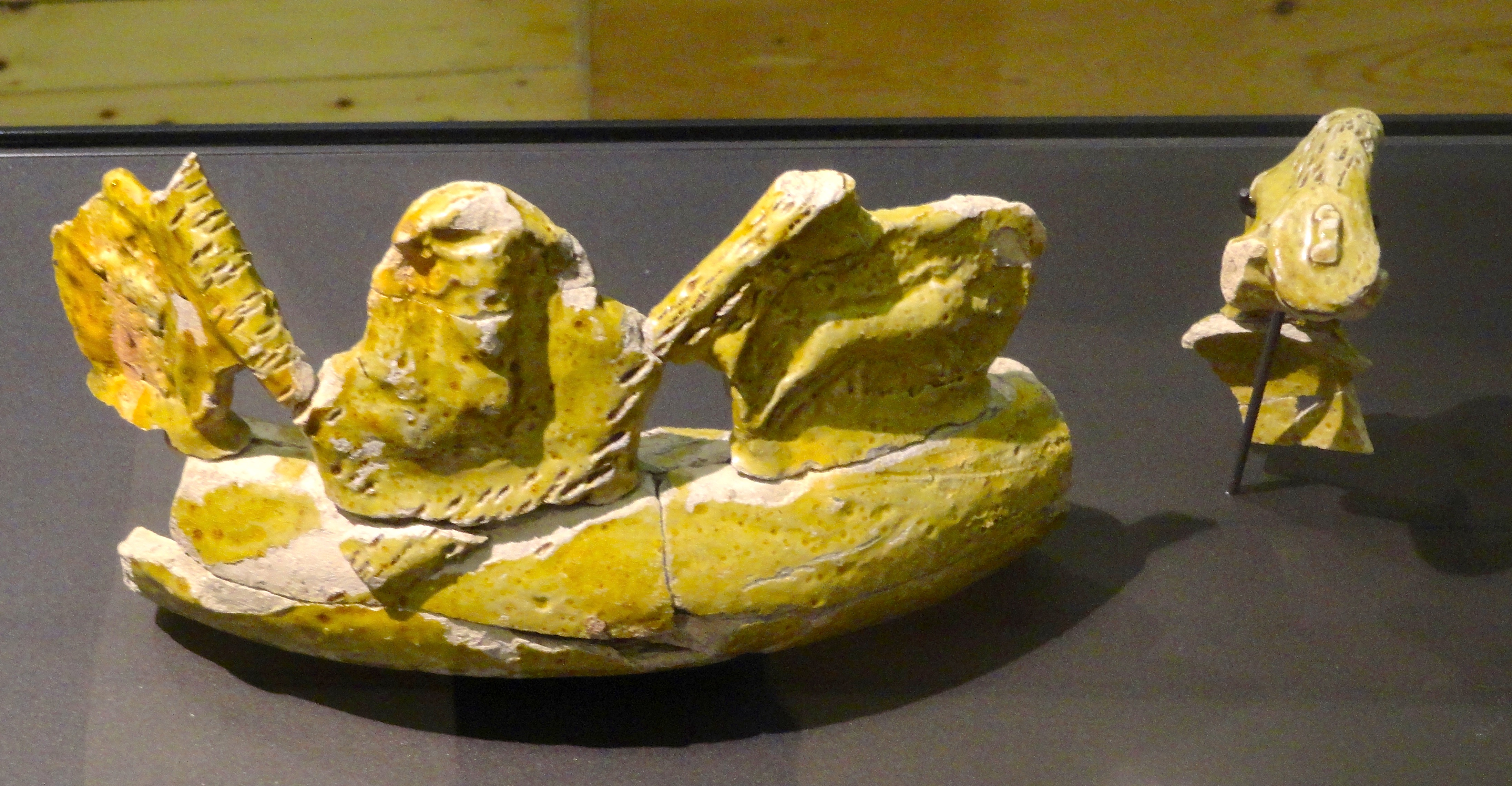
Reste des Schlangengefässes
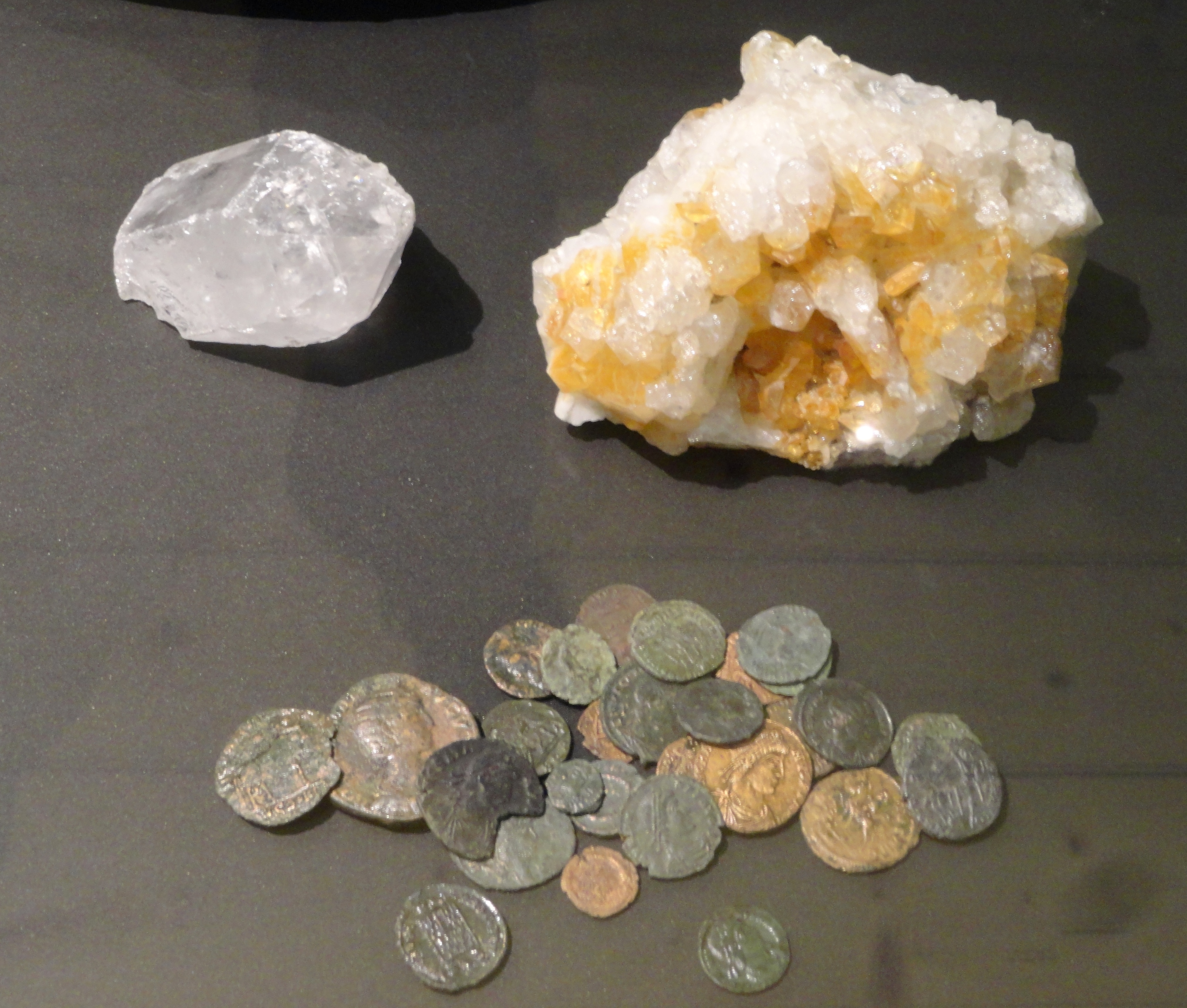
Kristalle und römische Münzen

### Nachgrabung 1994/95
Bei einer Nachgrabung 1994/95 wurden auf der Flussterrasse unterhalb der Höhle eine Trockenmauer und sieben Gräber festgestellt; einzelne Gräber stammen aus dem späten 8. oder aus dem Anfang des 9. Jahrhunderts. Offenbar blühte hier ein spätrömischer Kult im Frühmittelalter noch einmal auf.

## Schlussfolgerungen
Reste von zwei grünglasierten Keramikgefässen mit Schlangenmotiv lieferten eine mögliche Erklärung zu den zahlreichen Fragen: Schlangenvasen waren Kultgefässe und standen oft mit römischen Kulten orientalischer Prägung in Zusammenhang; oft auch mit dem Mithraskult. Die Höhle diente als Kultstätte, die hauptsächlich von 260 bis 500 n. Chr. benützt wurde. Die Feuerstellen dienten als Brandaltäre, deren Asche nicht entfernt werden durfte. Ein aufgefundener verputzter Tuffblock von gut 30 Zentimeter Höhe könnte als kleiner Altar gedient haben. Die im ganzen Raum verteilten Münzen waren wohl Opfergaben; die Tierknochen stammten von Opfern oder Kultmahlen.
Welche Gottheit verehrt wurde, ist unklar. Das Schlangenmotiv, der Ort der Höhle und die Bedeutung des Feuers weisen auf einen Mithraskult hin, auch wenn eine endgültige Bestätigung dafür bisher nicht erbracht werden konnte. Die hier begrabenen Toten waren keine Christen, sonst wären sie auf dem Friedhof von St. Martin begraben worden. Weil ihnen dort als Anhänger eines heidnischen Kultes die Bestattung verwehrt war, wurden sie in der Höhle begraben.
Obwohl Kaiser Theodosius I. gegen das Ende des 4. Jahrhunderts alle spätrömischen Kulte verbot und das Christentum zur Staatsreligion erhoben hatte, schien sich dieser spätrömische Kult in Zillis bis weit ins 5. Jahrhundert parallel zum frühen Christentum gehalten zu haben. Dies könnte auch die Frage des Zuschüttens der Höhle erklären: Christen bereiteten dem alten Kult ein definitives Ende, indem sie die Höhle im 6. Jahrhundert mit Erde auffüllten. Dazu passt, dass das Kultgefäss stark zerstört ausserhalb der Höhle gefunden wurde. Eine Replik des Trinkgefässes, auf Basis der 90 Fragmente durch Hannes Weiss erstellt, ist im Zilliser Kirchenmuseum ausgestellt. Damit wurde auch der Beweis erbracht, dass sich aus dem Gegenstand trinken lässt, das Gefäss fasst beinahe einen Liter Wein. Der gepfählte Tote könnte ein Priester des alten Kultes gewesen sein, der von frühen Christen hingerichtet wurde.
Das rätoromanische Wort spelunca trägt die Bedeutung Baracke oder (Räuber-)Höhle. Im Deutschen wird unter Spelunke eine heruntergekommene Kneipe bezeichnet, diese diffamierende Bezeichnung wäre also recht alt.

## Zusammenfassung

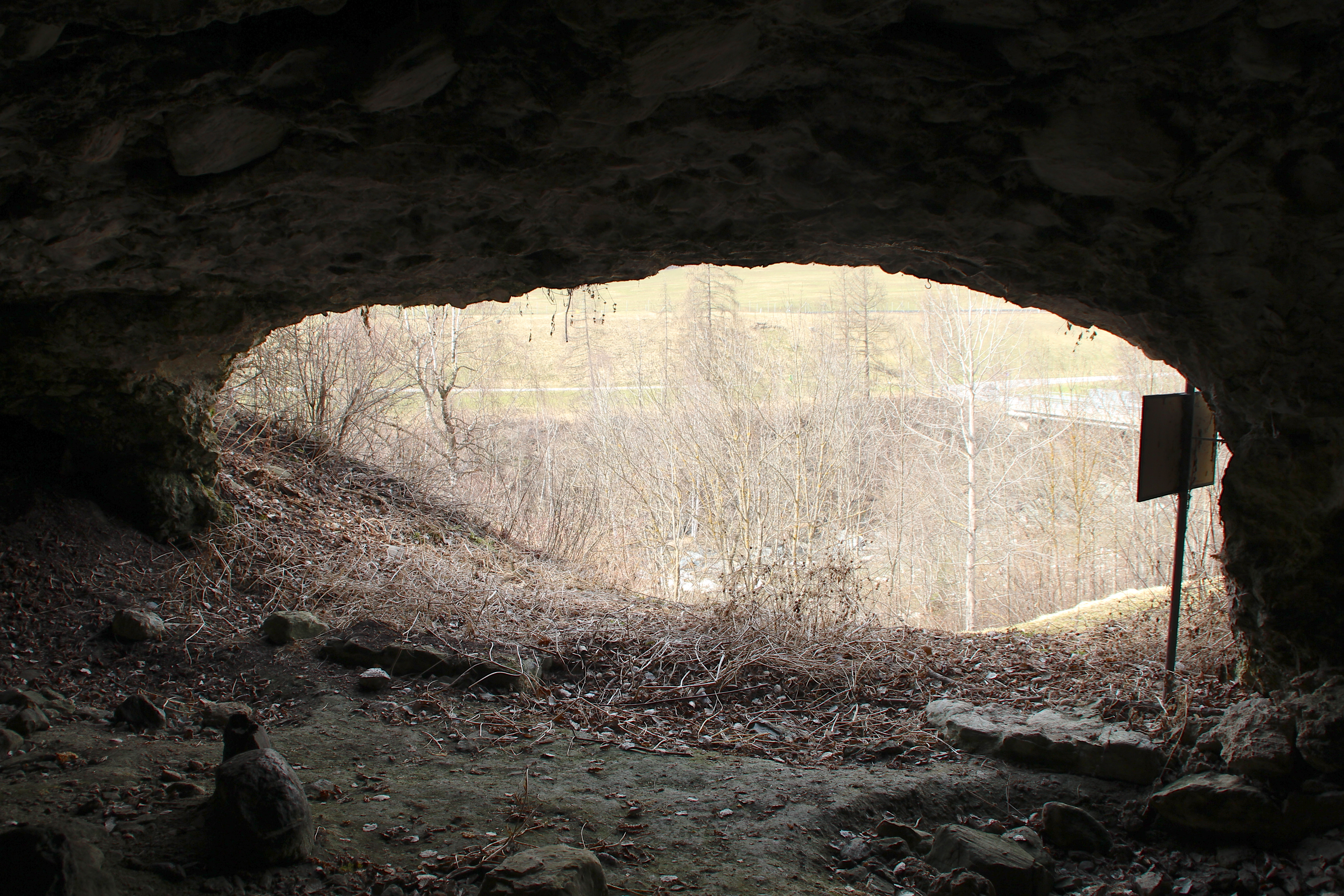
Blick aus der Höhle nach Westen

- Im 4. Jahrhundert vor Christus wurde ein Mann in der Höhle begraben.
- Vom 2. bis zum 6. Jahrhundert diente die Höhle als Kultplatz. Eine oder mehrere Zerstörungen des Platzes im Verlauf dieser Zeit sind wahrscheinlich.
- Vermutlich im 6. Jahrhundert wurden zwei Tote in der Höhle bestattet; eine Jugendliche und ein Mann, der gewaltsam ums Leben kam.
- Ebenfalls im 6. Jahrhundert wurde die Höhle zugeschüttet.
- Im 7. Jahrhundert wurden menschliche Knochen im südlichen Teil der Höhle beigesetzt; vermutlich eine Nachbestattung.